# Powerless (série télévisée)
Pour les articles homonymes, voir Powerless.
Powerless est une série télévisée américaine en douze épisodes de 22 minutes développée par Ben Queen d'après l'univers de l'éditeur DC Comics, dont seulement neuf épisodes ont été diffusés entre le 2 février et le 20 avril 2017 sur le réseau NBC et en simultané sur le réseau CTV au Canada.
À la suite de l'épisode crossover de 2020, Powerless fait également partie de l'univers du Arrowverse.
Cette série est inédite dans tous les pays francophones.

## Synopsis
Emily Locke est embauchée à Wayne Security, une société basée à Charm City dirigée par Van Wayne, cousin du milliardaire Bruce Wayne. Comme elle, ses collègues sont des personnes comme les autres, sans super-pouvoirs mais qui doivent chaque jour vivre avec le fait de travailler dans un monde rempli de super-héros et autres menaces mystiques et parfois même, de devoir travailler pour les super-héros en question, notamment quand il est question de devoir s'occuper des dégâts laissés derrière eux après leurs « missions » et de protéger les civils des dommages collatéraux.

## Distribution

### Acteurs principaux
- Vanessa Hudgens : Emily Locke
- Danny Pudi : Teddy
- Alan Tudyk : Vanderveer « Van » Wayne
- Christina Kirk (en) : Jackie
- Ron Funches : Ron
- Jennie Pierson : Wendy

### Acteurs récurrents et invités
- Josh Breeding : Steve (3 épisodes)
- Bill A. Jones : Marv Wolfman (3 épisodes)
- Natalie Morales : Green Fury (2 épisodes)
- Joel Michael Kramer : The Olympian (2 épisodes)
- Deanna Russo : Crimson Fox (2 épisodes)
- Sandra Purpuro (en) : Gail Simone (2 épisodes)
- Kimani Ray Smith : Jack-O-Lantern (2 épisodes)
- Adam West : Chairman Dean West (1 épisode + narrateur dans le pilote)

## Développement

### Production
En octobre 2015, NBC annonce développer avec DC Comics un projet de comédie se déroulant dans l'univers de l'éditeur. Quelques mois après, la chaîne commande un pilote pour la série.
En mai 2016, la chaîne annonce quelques jours avant de dévoiler sa grille de programme pour la saison 2016-17, avoir commandée une première saison pour la série. Quelques jours après, lors des upfront de la chaîne, elle annonce que la série sera lancée pour la mi-saison.
Le 8 décembre 2016, le réseau NBC annonce la date de lancement de la série au 2 février 2017,.
Au cours de la diffusion, l'ordre des épisodes a été changée constamment, retirée de l'horaire sans préavis durant deux semaines au mois de mars, puis retirée complètement de l'horaire à la fin avril après neuf épisodes.
Le 16 juin 2017, Warner met en ligne gratuitement l'épisode 12 afin de rendre hommage à Adam West disparu quelques jours auparavant et qui a un rôle dans cet épisode.

### Casting
En février 2016, la chaîne dévoile la distribution principale de la série qui sera composée de Vanessa Hudgens dans le rôle de Emily, la protagoniste de la série ; Danny Pudi dans le rôle de Teddy ; Alan Tudyk dans le rôle de Del et Christina Kirk (en) dans celui de Jackie. La chaîne annonce en même temps que l’héroïne Crimson Fox apparaitra dans le premier épisode de la série.
L'acteur Adam West a participé au tournage d'un épisode (Win, Luthor, Draw), qui n'a pas été diffusé aux États-Unis. Néanmoins, l'épisode a été mis en ligne le 16 juin 2017.

## Épisodes
1. Wayne or Lose
2. Wayne Dream Team
3. Sinking Day
4. Emily Dates a Henchman
5. Cold Season
6. I'ma Friend You
7. Van v Emily: Dawn of Justice
8. Green Furious
9. Emergency Punch-Up
10. Win, Luthor, Draw
11. Van of the Year
12. No Consequence Day